# 中林影
中林 影（なかばやし えい、1954年10月25日 - ）は日本の絵本作家。東京都出身。血液型O型。

## 主な作品
- 『どうぶつたちのかくれんぼう』「年少版こどものとも」29号（1979年福音館書店）
- 『ぴちゃん・ばしゃん・ざぶーん』「年少版こどものとも」87号（1984年福音館書店）